# Астрахань (линейный корабль, 1720)
«Астрахань» — парусный линейный корабль Балтийского флота Российской империи, один из двух кораблей типа «Исаак-Виктория», находившийся в составе флота с 1720 по 1736 год. Во время службы корабль использовался в качестве учебного судна на Кронштадтском рейде или в практических плаваниях эскадр флота в Финском заливе.

## Описание корабля
Парусный двухдечный линейный корабль 3 ранга, один из двух кораблей типа «Исаак-Виктория», строившихся в Санкт-Петербурге с 1716 по 1720 год. Длина судна по сведениям из различных источников составляла от 46 до 46,2 метра, ширина — 12,8 метра, а осадка от 5,3 до 5,33 метра. Вооружение судна составляли 66 орудий, а экипаж в разное время состоял от 452 до 483 человек.

## История службы
Корабль «Астрахань» был заложен на стапеле Главного адмиралтейства в Санкт-Петербурге 26 декабря 1716 (6 января 1717) года и после спуска на воду 2 (13) октября 1720 года вошёл в состав Балтийского флота России. Строительство вёл корабельный мастер Осип Най.
21 июня (2 июля) 1721 года вместе с кораблями «Святой Пётр», «Фридемакер», «Святая Екатерина» и «Святой Александр» находился к востоку от Кроншлота. В июле и августе того же года корабль в составе флота выходил в практическое плавания в Финский залив до Красной горки, находился в авангарде флота. Во время плавания корабль показал лёгкость хода и вместе с кораблем «Святой Андрей» был признан одним из лучших кораблей флота по ходовым качествам. По состоянию на 14 (25) августа корабль требовал множественного ремонта, в том числе на нём с двух сторон позади мачты раскололся фок-лонг-салинг, книс под ним сгнил и также раскололся, в связи с чем корабль вернулся для исправления к Котлину.
В 1722 и 1723 годах в составе эскадр и отрядов кораблей Балтийского флота также принимал участие в практических плаваниях в Финском заливе. В кампанию 1724 года использовался в качестве учебного судна на рейде Кронштадта и принимал участии в плавании флота до Красной горки.
В кампанию 1725 года в составе флота под общим командованием генерал-адмирала графа Ф. М. Апраксина принял участие в практическом плавании в Финском заливе до острова Готланд. Во время плавания находился в авангарде флота в эскадре вице-адмирала Д. Вильстера. При проведении учебного боя находился в линии баталии, состоящей из эскадры Д. Вильстера, усиленной кораблями «Принц Евгений» и «Арондель», которая имитировала атаку неприятельских кораблей на суда русской эскадры Ф. М. Апраксина.
В течение всего времени кампаний 1726 и 1727 годов находился в составе эскадры на Кронштадтском рейде и в море не выходил, в эти кампании на корабле велись мероприятия по обучению экипажей.
В кампании с 1728 по 1731 годов вооружение на корабли Кронштадтской эскадры, в составе которой нёс службу и «Астрахань», не устанавливалось. Фактически он не выходил из Кронштадта с 1725 года. В 1733 году с корабля был снят такелаж для передачи его на строящиеся суда, а в 1736 году он был полностью разобран.

## Командиры корабля
Командирами корабля «Астрахань» в разное время служили:
- капитан 3-го ранга И. К. Муханов (1721 год)[14];
- капитан 3-го ранга М. Грис (1723 год)[комм. 6][15];
- капитан 1-го ранга И. К. Муханов (с 1724 года до 3 (14) июня 1725 года)[16][14];
- капитан 1-го ранга Н. П. Вильбоа (с 3 (14) июня 1725 года)[комм. 7][16][18];
- капитан 1-го ранга Р. Литель (1726 год)[комм. 8][19].